# 劉景
劉 景（りゅう けい、922年 - 988年）は、遼（契丹）の政治家。字は可大。本貫は河間郡。唐の右僕射・盧龍軍節度使の劉怦の四世の孫。

## 経歴
南京副留守の劉守敬の子として生まれた。学問を好み、文章を得意とした。燕王趙延寿に召し出されて幽都府文学となった。応暦元年（951年）、右拾遺・知制誥に転じ、翰林学士となった。
応暦9年（959年）、後周軍が燕雲十六州奪回を企図して侵入してきたため、南京留守蕭思温が援軍を求めてきたが、穆宗は秋を待って軍を出そうとした。劉景は「河北の3関がすでに陥落し、敵はいま燕州に迫っており、座視できません」と言って諫めたが、穆宗は聞き入れなかった。
父の喪のため職を辞したが、ほどなく旧職に復帰した。あるとき大赦の詔の草稿を求められて完成させたが、数カ月とどめ置かれて出されなかった。劉景は「唐制では赦令の書は日に500里を行くことになっておりますが、いま棚ざらしになって発せられないのは間違っております」と上奏したが、穆宗はまた聞き入れなかった。
景宗が即位すると、礼部侍郎に抜擢され、尚書・宣政殿学士に転じた。景宗はかれを任用すべく、詔書を笏に載せて「劉景は宰相となるべきなり」と言った。ほどなく劉景は南京副留守となった。南京留守の韓匡嗣が呼び出されて北上したため、劉景は韓匡嗣の子の韓徳譲とともに南京の行政を処理した。まもなく戸部使として召し出され、武定軍節度使と開遠軍節度使を歴任した。
統和3年（985年）、政事舎人となった。統和6年（988年）、致仕し、兼侍中の位を加えられた。67歳で死去した。太子太師の位を追贈された。
子の劉慎行は、膳部員外郎から北府宰相・監修国史に累進した。

## 伝記資料
- 『遼史』巻86 列伝第16